# Davoli
Davoli ist eine italienische Gemeinde mit 5657 Einwohnern (Stand 31. Dezember 2023) in der Provinz Catanzaro, Region Kalabrien.
Das Gebiet der Gemeinde liegt auf einer Höhe von 400 Metern über dem Meeresspiegel und umfasst eine Fläche von neun Quadratkilometern. Die Nachbargemeinden sind Cardinale, San Sostene, Satriano. Davoli liegt 42 Kilometer südlich von Catanzaro.
Der Bahnhof Satriano-Davoli lag an der Schmalspurbahn Soverato–Chiaravalle Centrale.